# 176 Iduna
176 Iduna је астероид главног астероидног појаса са пречником од приближно 121,04 km.
Афел астероида је на удаљености од 3,717 астрономских јединица (АЈ) од Сунца, а перихел на 2,661 АЈ.
Ексцентрицитет орбите износи 0,165, инклинација (нагиб) орбите у односу на раван еклиптике 22,581 степени, а орбитални период износи 2080,533 дана (5,696 година).
Апсолутна магнитуда астероида је 7,90 а геометријски албедо 0,083.
Астероид је откривен 14. октобра 1877. године.